# 越後吉田郵便局
越後吉田郵便局（えちごよしだゆうびんきょく）は新潟県燕市にある郵便局。民営化前の分類では集配普通郵便局であった。

## 概要
住所：〒959-0299 新潟県燕市吉田日之出町12-1
民営化直前の集配業務再編において、多くの集配普通郵便局は統括センターとなったが、当局は配達センターとされたため、民営化後も郵便事業株式会社の支店は併設されず、集配センターが併設された。

## 沿革
- 1872年（明治5年）旧9月 - 吉田郵便取扱所として開設[1]。
- 1873年（明治6年）5月1日 - 廃止。
- 1875年（明治8年）1月2日 - 吉田郵便局（五等）となる。
- 1886年（明治19年）2月20日 - 貯金取扱を開始。
- 1890年（明治23年）8月16日 - 為替取扱を開始。
- 1897年（明治30年）11月16日 - 吉田郵便電信局となる。
- 1903年（明治36年）4月1日 - 通信官署官制の施行に伴い吉田郵便局となる。
- 1965年（昭和40年）9月5日 - 電話交換および和文電報配達業務を、越後吉田電報電話局に移管[2]。
- 1976年（昭和51年）7月19日 - 西蒲原郡吉田町吉田から同町吉田字堤に移転。
- 1977年（昭和52年）2月1日 - 特定郵便局から普通郵便局に局種別改定するとともに、越後吉田郵便局に改称。
- 2000年（平成12年）8月14日 - 外国通貨の両替および旅行小切手の売買に関する業務取扱を開始。
- 2007年（平成19年）3月12日 - 弥彦郵便局から「959-03xx」区域の集配業務を移管[3]。
- 2007年（平成19年）10月1日 - 民営化に伴い、併設された郵便事業燕支店越後吉田集配センターに一部業務を移管。
- 2012年（平成24年）10月1日 - 日本郵便株式会社発足に伴い、郵便事業燕支店越後吉田集配センターを越後吉田郵便局に統合。

## 取扱内容
- 郵便、印紙、ゆうパック、内容証明
- 貯金、為替、振替、振込、国際送金、国債、投資信託
- 生命保険、バイク自賠責保険、自動車保険
- ゆうちょ銀行ATM
- 「959-02xx」区域（燕市（旧西蒲原郡吉田町域の一部））、「959-03xx」区域（西蒲原郡弥彦村の全域）の集配業務

## 周辺
- 新潟県立吉田病院
- 国道116号

## アクセス
- JR越後線・弥彦線 吉田駅から約400m（徒歩約4分）
- 燕市循環バス「スワロー号」、弥彦・燕広域循環バス「やひこ号」 「吉田駅」停留所下車
- 北陸自動車道 三条燕ICから北西へ約9km
- 駐車場あり：14台